# Le Monastier-Pin-Moriès
Le Monastier-Pin-Moriès ist eine Ortschaft und eine Commune déléguée in der französischen Gemeinde Bourgs sur Colagne mit 942 Einwohnern (Stand: 1. Januar 2022) im Département Lozère in der Region Okzitanien.
Le Monastier-Pin-Moriès wurde am 1. Januar 2016 mit Chirac zur Commune nouvelle Bourgs sur Colagne zusammengeschlossen. Sie gehörte zum Arrondissement Mende und zum Kanton Chirac.

## Geographie
Le Monastier-Pin-Moriès liegt im Zentralmassiv. Der Fluss Colagne, ein rechter Nebenfluss des Lot, fließt durch das Gebiet der ehemaligen Gemeinde.

## Verkehr
Durch die ehemalige Gemeinde führt die Autoroute A75. Der Bahnhof Le Monastier liegt an der Bahnstrecke Béziers–Neussargues und wird im Regionalverkehr mit TER-Zügen bedient (nur einzelne Züge im Berufsverkehr).

## Sehenswürdigkeiten
- Kirche Saint-Martin in Pin, seit 1986 Monument historique
- Benediktinerkloster Saint-Sauveur-de-Chirac aus dem 11. Jahrhundert, Monument historique seit 1931

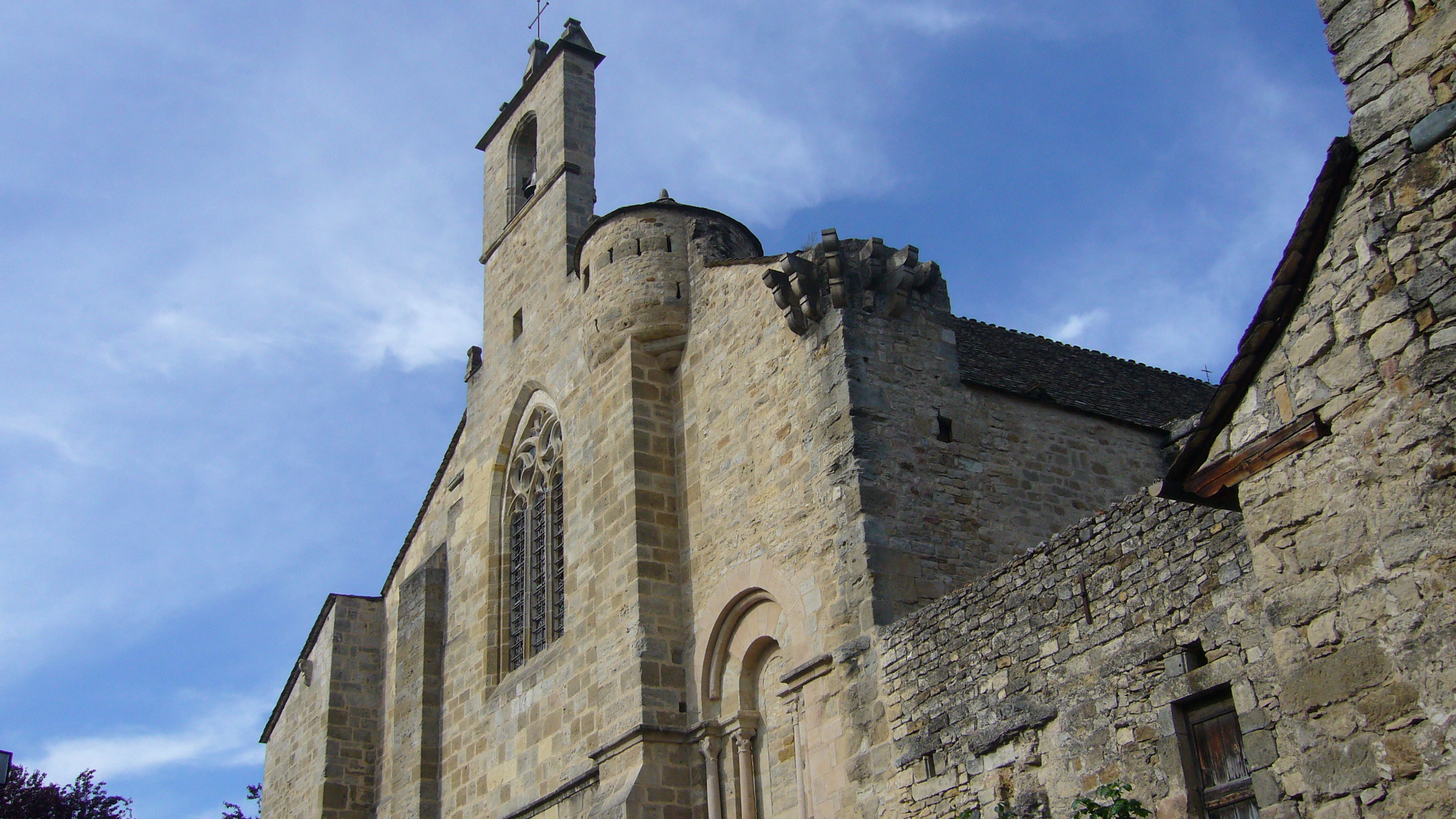
Kirche des Benediktinerklosters